# Anosivola
Koordinaten: 21° 17′ S, 46° 39′ O
Anosivola ist ein Ort im südlichen Hochland Madagaskars, der zur Landgemeinde (Commune rural) Mangidy gehört. Der Ort liegt in der Region Haute Matsiatra, etwa 70 km westlich der Provinzhauptstadt Fianarantsoa. Bekannt wurde der Ort durch einen versuchten Goldminen-Betrug zu Beginn des 20. Jahrhunderts, der von dem Geologen Hans Merensky verhindert wurde.

## Geographie und Infrastruktur

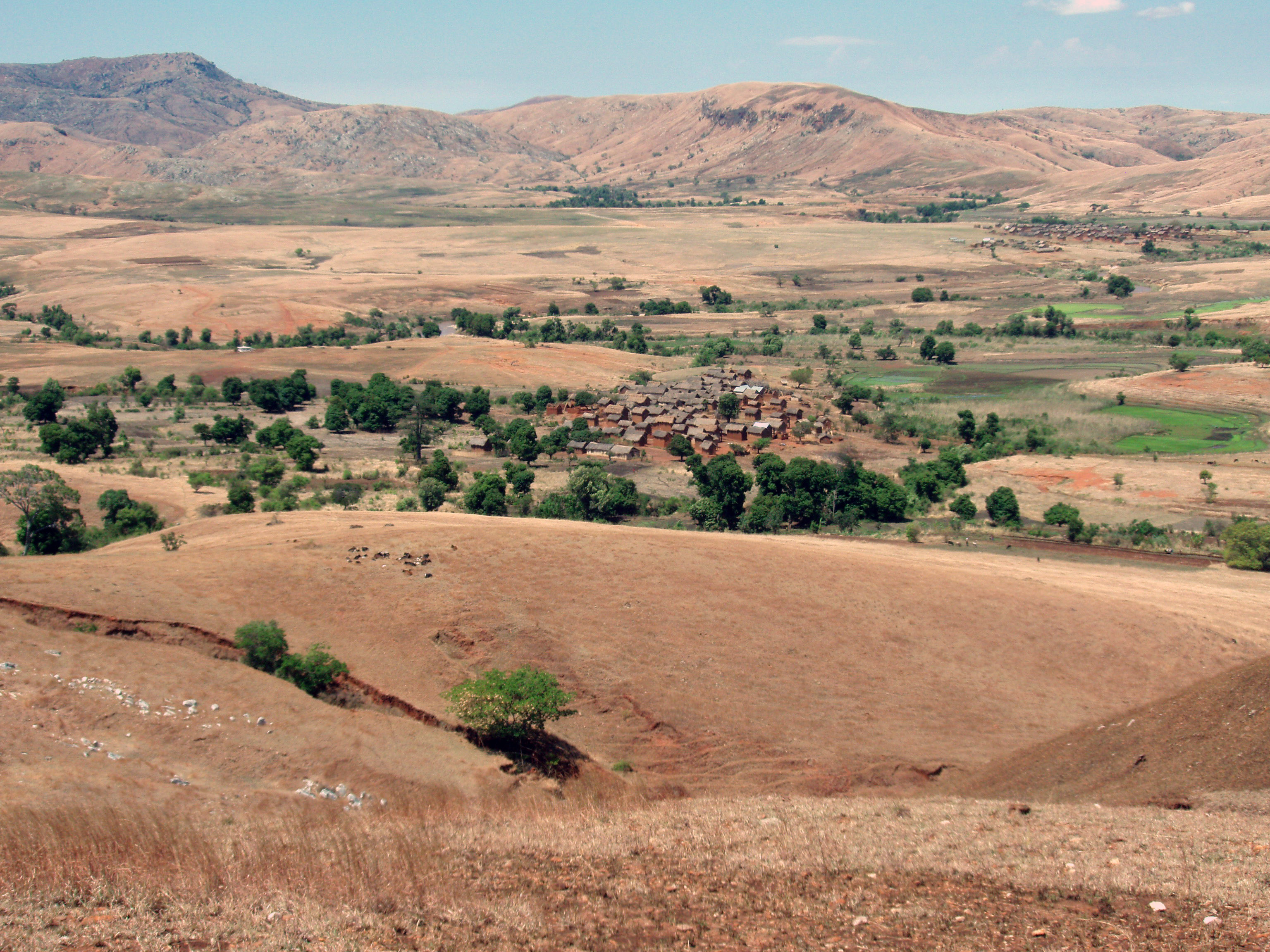
Anosivola, Aufnahme vom Höhenrücken östlich des Ortes

Der Ort liegt am Ostufer des Flusses Manambovona auf etwa 800 Meter über Meereshöhe. Unmittelbar östlich des Ortes steigt das Gelände zu einem bis 1078 m hohen, Nord-Süd verlaufenden Bergrücken an, an dessen Fuß und Hängen sich ausgedehnte Weideflächen befinden. Der Höhenrücken besteht aus drei auffälligen, weißen Marmor-Bändern zwischen Gneisen.
Von Mangidy aus führt die Provinzstraße 104 nach Süden, von der ein 25 km langer Abzweig nach Anosivola führt. Der Ort besitzt außer einer Grundschule keine weiteren Infrastruktureinrichtungen und ist auch nicht ans Elektrizitätsnetz angeschlossen.

## Der Betrugsversuch von 1905
Ein Franzose mit Namen Louis Lecomte erwarb 1904 ausgedehnte Bergbaulizenzen in der Umgebung Anosivolas und gründete ein Unternehmen zur Ausbeutung von Goldvorkommen. Ein Bergingenieur und Partner Lecomtes namens J. E. Jones erwarb weitere Lizenzen und reiste nach Johannesburg, wo er über Vorräte von 25 Millionen Tonnen Golderz mit durchschnittlichen Gehalten von 10 Feinunzen (= 311 g) Gold berichtete und Investoren für ein Unternehmen zum Abbau des Erzes zu gewinnen versuchte. Verschiedene südafrikanische Bergbaufirmen und Bankhäuser entsandten eine Gruppe von Geologen, darunter Hans Merensky, um das Vorkommen zu prüfen. Im Juli 1905 reisten die Geologen per Schiff bis Mananjary und von dort ins Landesinnere über Fianarantsoa nach Anosivola und Anjiva, einem weiteren Ort innerhalb Lecomtes Lagerstätte. Die ersten Tests von Merensky verliefen sehr erfolgversprechend, bei einer nochmaligen Nachprüfung der Probennahmestellen an einem späteren Tag, konnte er jedoch kein Gold mehr finden. Es stellte sich heraus, dass die zuerst entnommenen Proben von zwei Mitarbeitern Lecomtes „gesalzen“, das bedeutet mit Goldkörnchen fremder Herkunft versetzt worden waren, um einen hohen Goldgehalt in den entnommenen Proben vorzutäuschen. Merensky sandte sofort einen Boten zum nächsten Telegrafenamt in Fianarantsoa und warnte seine Auftraggeber vor einem finanziellen Engagement.

## Bergbau nach 1905

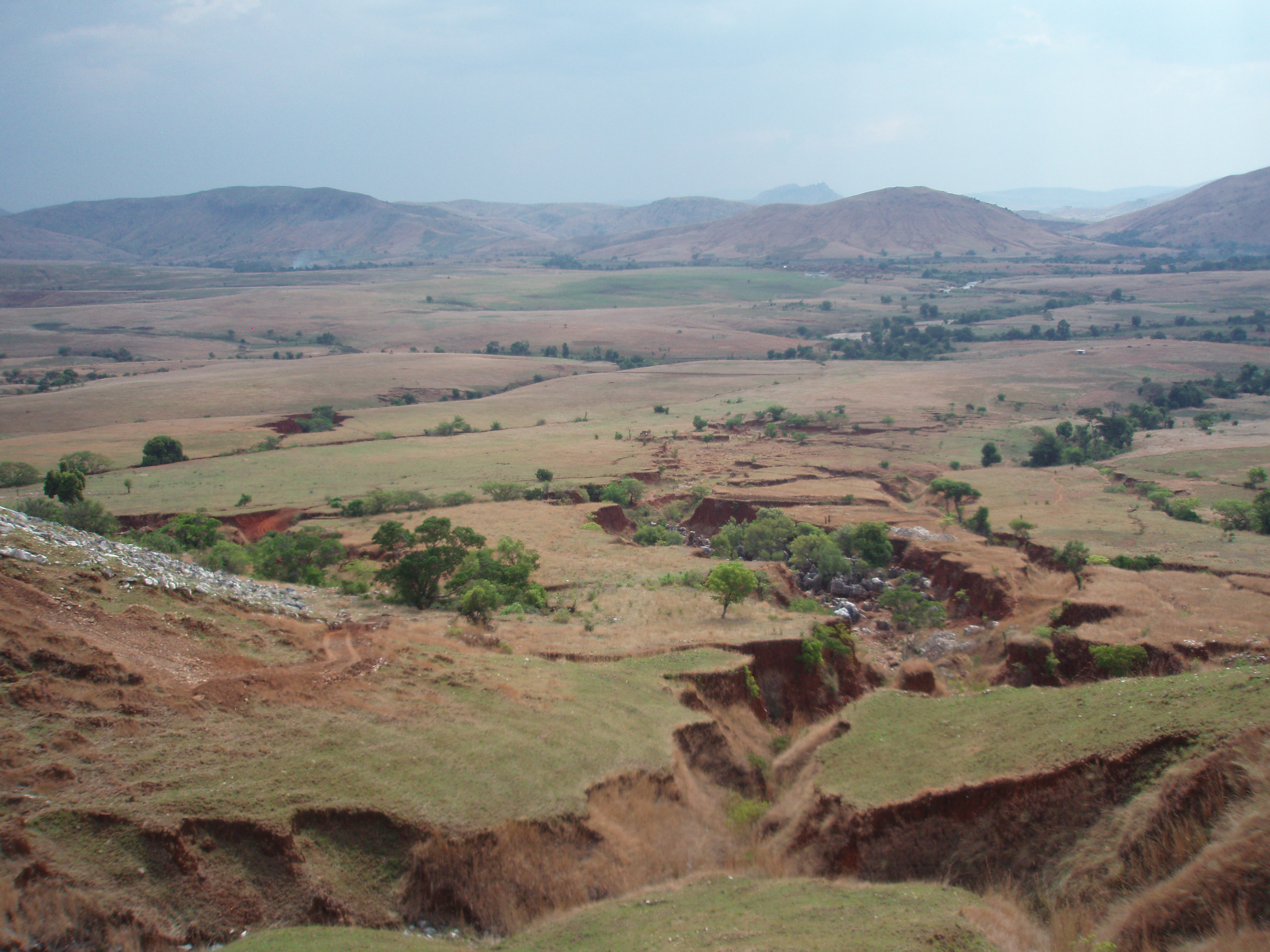
In der Bildmitte der tief ausgehobene Bereich der alten Lecomte-Mine.

Der Höhenrücken bei Anosivola enthält tatsächlich Gold, nur in wesentlich geringeren Konzentrationen als Lecomte und Jones ihren Geldgebern vortäuschten. Aufgrund des gescheiterten Betrugsversuches konnte Lecomte nur eine von lokalen Arbeitern angelegte, einfache Erzwaschanlage errichten, die mindestens 60 kg Gold lieferte. Bei einer Inspektion durch staatliche Bergingenieure im Jahre 1924 waren die Anlagen bereits aufgegeben worden. Nachuntersuchungen ergaben einen Goldgehalt von etwa 3 Gramm pro Kubikmeter in den vom Höhenrücken stammenden Lockersedimenten an dessen Fuß. Die Bewohner des Ortes waschen in kleinem Umfang noch immer Gold aus den Bächen in der Umgebung der alten Mine.
Der französische Mineraloge Alfred Lacroix besuchte um 1910 den Ort und fand Quarzgänge mit Chalkopyrit, Azurit und Malachit in den Marmoren des Höhenrückens, die auf eine Kupfervererzung hinweisen. Das Vorkommen wurde während einer geologischen Kartierungskampagne in den 1950er Jahren durch den geologischen Dienst Madagaskars untersucht. Zwischen 2012 und 2014 explorierte ein australisches Unternehmen dieses Erzvorkommen bei Anosivola, für einen industriellen Abbau erwiesen sich die Erzgehalte zu gering.

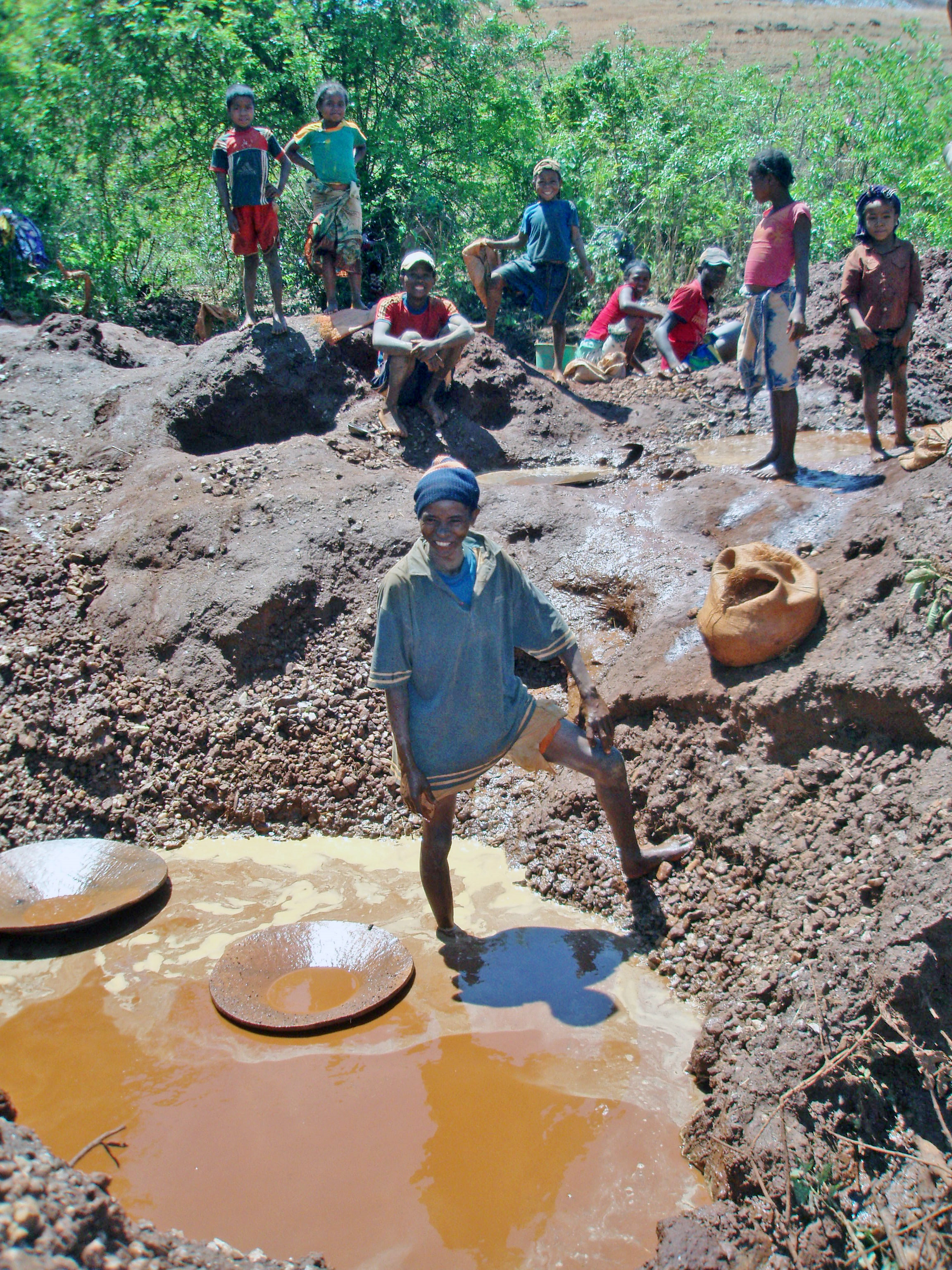
Dorfbewohner beim Goldwaschen in einem kleinen Bach bei Anosivola